# شانیگن لیک، بریتیش کلمبیا
شانیگن لیک، بریتیش کلمبیا (به انگلیسی: Shawnigan Lake, British Columbia) یک منطقهٔ مسکونی در کانادا است که در بریتیش کلمبیا واقع شده‌است. شانیگن لیک ۸٬۵۵۸ نفر جمعیت دارد.